# Parc de patinatge

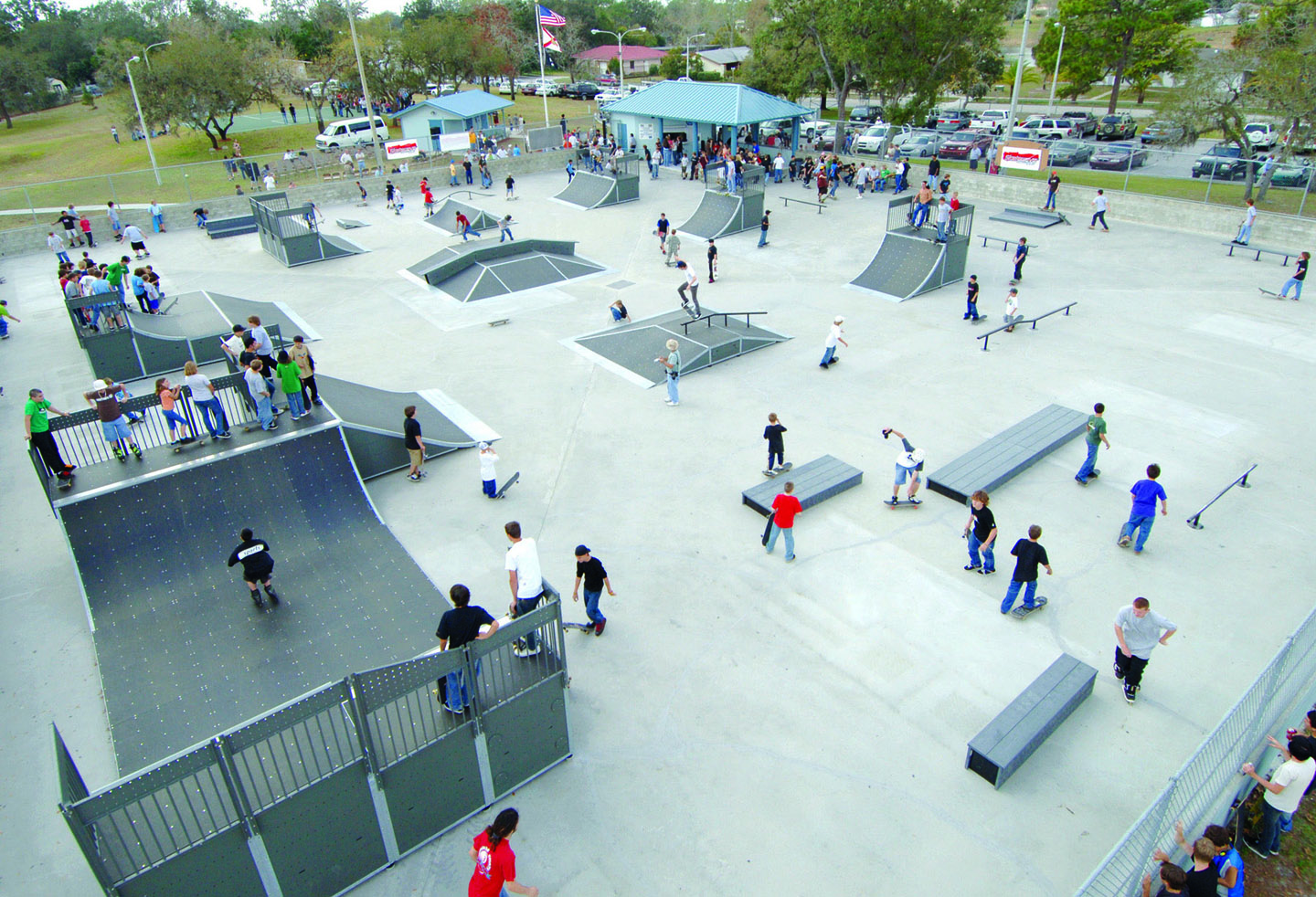
Parc de patinatge

Un parc de patinatge (skatepark, en anglès) és un ambient construït amb propòsits recreatius per als qui practiquen monopatí de carrer, patinatge agressiu, corró, monopatí articulat, freestyle scooter i BMX amb la finalitat de practicar, i desenvolupar el seu esport i tècnica. Un parc de patinatge està constituït per diverses estructures destinades a la realització dels trucs, per exemple: migtubs, quarts de tub, baranes, trick boxes i caixes de salts.
A diferència dels esports organitzats, com el bàsquet o el futbol, el monopatí de carrer ha establert normes i els parcs de patinatge no tenen plantilla de disseny estàndard. Cada parc de patinatge està dissenyat específicament per proporcionar reptes per als seus usuaris. Hi ha, no obstant això, tres principals categories de disseny: skatepark-bol, plaça del carrer i els parcs de flux.

## Primers parcs als EUA
El primer parc de patinatge del món, Surf City, a Tucson, va obrir les portes el 3 de setembre de 1965. Tenia rampes de formigó i va ser construït per Arizona Surf City Enterprises, Inc. Un parc que tenia rampes de fusta contraxapada en un lot de mig acre a Kelso, Washington, va obrir l'abril de 1966 i va ser el primer en ser il·luminat denit. El primer parc de Califòrnia, l'Skatepark de Carlsbad, va obrir el 3 de març de 1976. Els Campionats del món de monopatí de carrer s'hi van celebrar el 10 d'abril de 1977. Va funcionar fins al 1979, quan va ser enterrat intacte sota una capa de brutícia durant més de dues dècades, abans de ser destruït el 2005. L'actual Skatepark de Carlsbad es troba en una ubicació diferent.

## Parcs autoconstruïts
Sense permisos ni pressupostos faraònics, grups de patinadors s'han apropiat històricament d'espais en desús per a reprendre la cultura del do it yourself i dissenyar, construir i practicar als seus propis parcs de patinatge als Països Catalans. En són exemples l'Spotter de Badia del Vallès, el Caribú de Mataró, el Portània de Reus, La Bòbila de Badalona, La Kantxa de Vic o el Bowl d'Olot. Al País Valencià, destaquen els elements del parc de Sueca o La Ratonera d'Almassora.

## Galeria

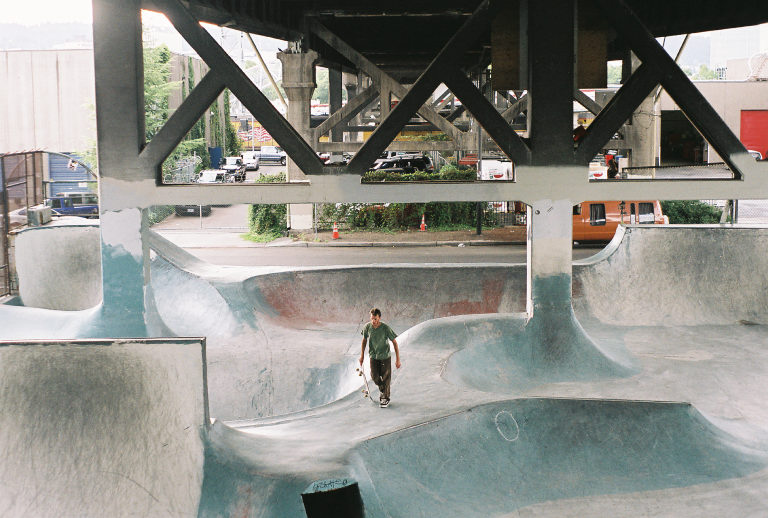
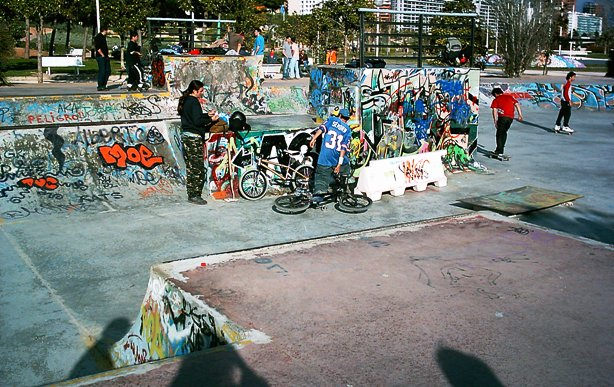
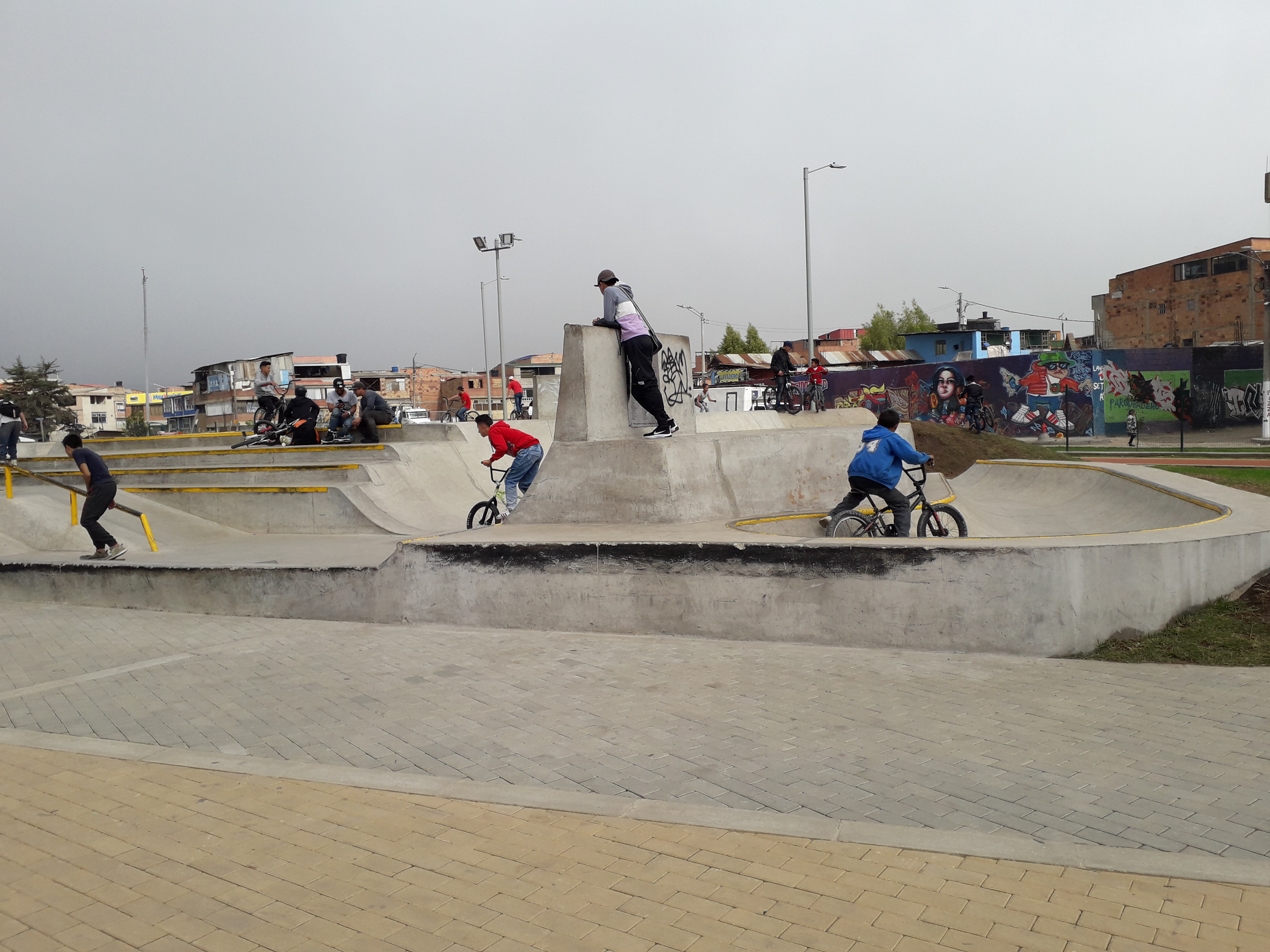
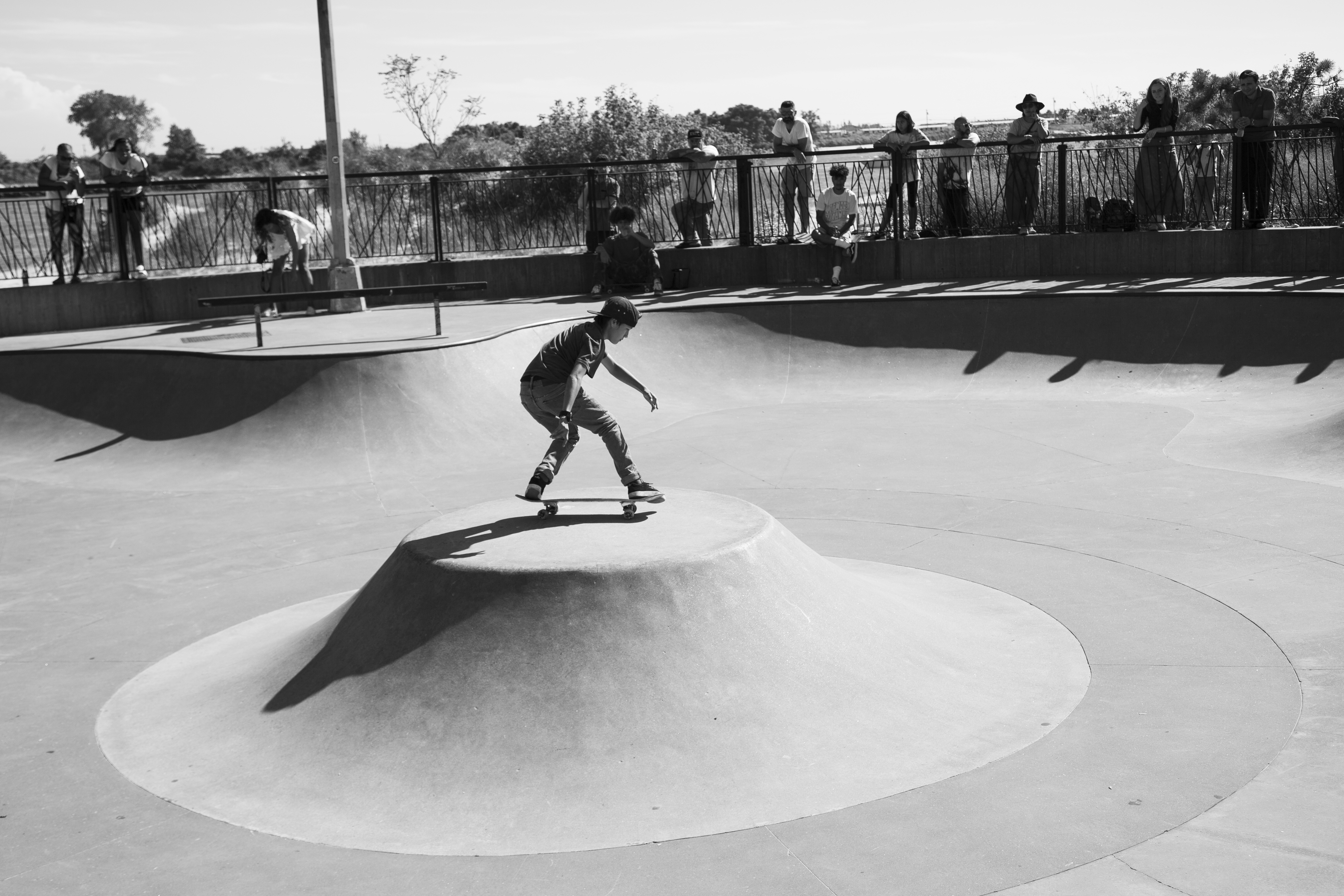
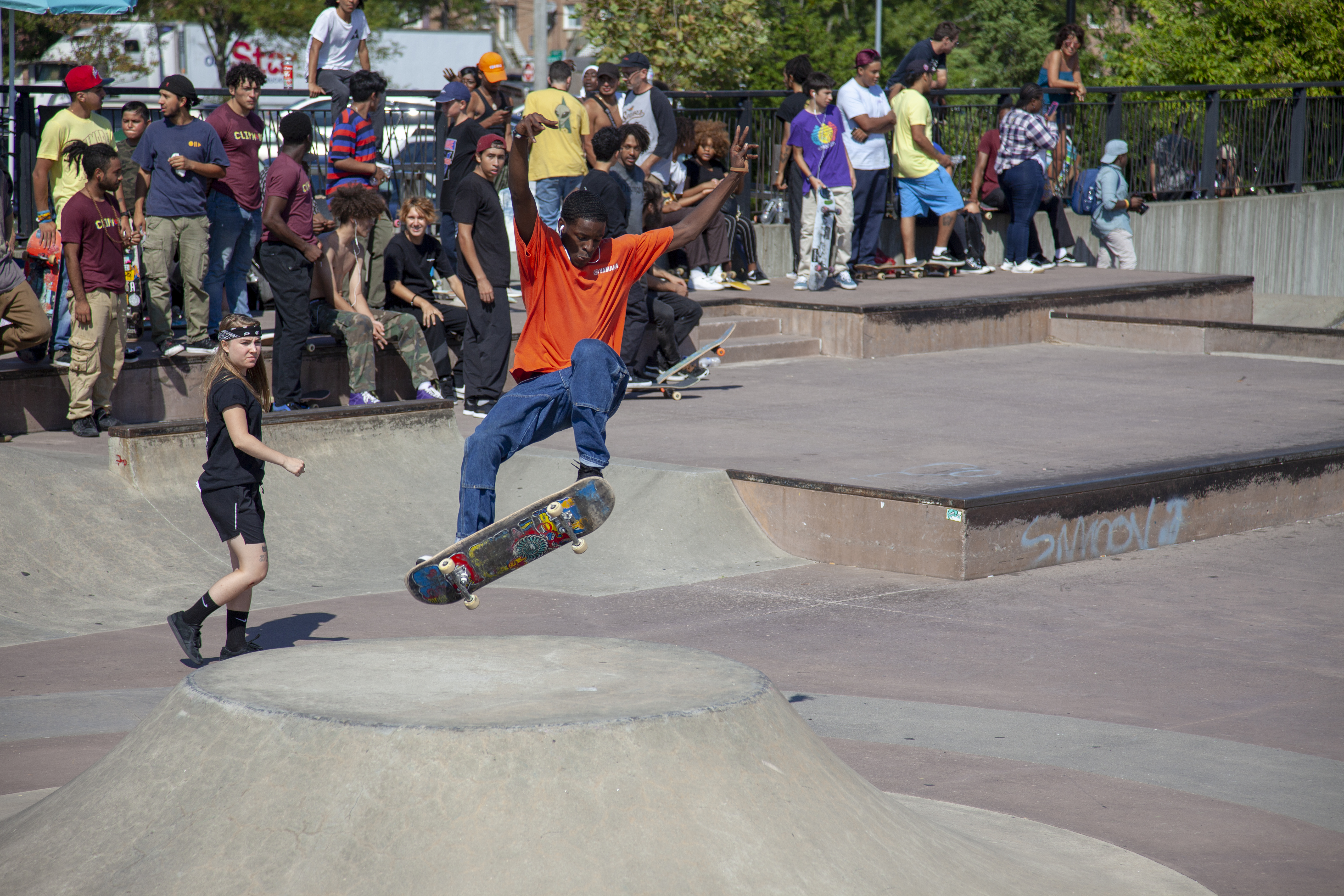
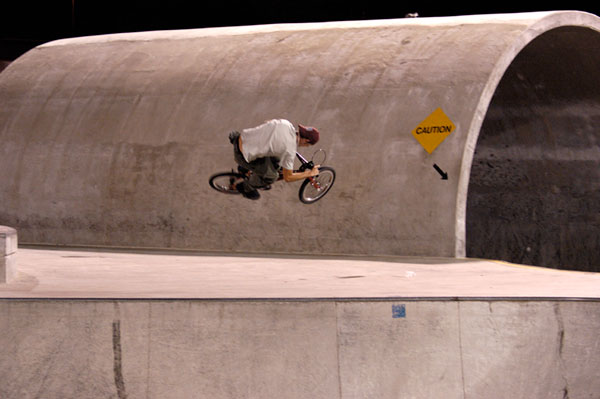